# Saint-Narcisse
Saint-Narcisse är en kommun av typen socken (municipalité de paroisse) i provinsen Québec i Kanada. Den ligger i regionen Mauricie, i den sydöstra delen av landet, 280 km nordost om huvudstaden Ottawa. Antalet invånare var 1 801 vid folkräkningen 2021. Landarean är 107 kvadratkilometer.